# Schindleria praematura
Schindleria praematura is een  straalvinnige vissensoort uit de familie Schindleriidae. De wetenschappelijke naam van de soort is voor het eerst geldig gepubliceerd in 1930 door Schindler.
De soort staat op de Rode Lijst van de IUCN als niet bedreigd, beoordelingsjaar 2009.